# Sanderson Farms
Sanderson Farms er en amerikansk producent af fjerkræ og fjerkræprodukter med hovedkvarter i Laurel, Mississippi. De producerer 13,65 mio. kyllinger om ugen.
I 2022 fusionerede de med Wayne Farms og blev til Wayne-Sanderson Farms. Det nye selskab er et joint venture mellem Cargill og Conti. Virksomheden blev etableret i 1947 af D.R. Sanderson, Sr.